# Menegazzia
Menegazzia A. Massal (tarczynka) – rodzaj grzybów z rodziny tarczownicowatych (Parmeliaceae). Ze względu na współżycie z glonami zaliczany jest do grupy porostów.

## Systematyka i nazewnictwo
Pozycja w klasyfikacji według Index Fungorum: Parmeliaceae, Lecanorales, Lecanoromycetidae, Lecanoromycetes, Pezizomycotina, Ascomycota, Fungi.
Nazwa polska według W. Fałtynowicza.

## Niektóre gatunki
- Menegazzia aeneofusca (Müll. Arg.) R. Sant. 1942
- Menegazzia caesiopruinosa P. James 1987
- Menegazzia caliginosa P. James & D.J. Galloway 1983
- Menegazzia castanea P. James & D.J. Galloway 1983
- Menegazzia confusa P. James 1987
- Menegazzia terebrata (Hoffm.) A. Massal. 1854 – tarczynka dziurkowana
- Menegazzia testacea P. James & D.J. Galloway 1983
- Menegazzia weindorferi (Zahlbr.) R. Sant. 1942
- Menegazzia wilsonii (Räsänen) Bjerke 2005

Nazwy naukowe na podstawie Index Fungorum. Nazwy polskie według checklist W. Fałtynowicza.